# Ash Flat
La ville américaine d’Ash Flat est le siège du comté de Sharp, dans l’Arkansas. Lors du recensement de 2000, sa population s'élevait à 977 habitants. À noter qu’une partie de la ville s’étend sur le comté de Fulton.

## Démographie
| 1940 | 1950 | 1960 | 1970 | 1980 | 1990 |
| ---- | ---- | ---- | ---- | ---- | ---- |
| 315  | 265  | 192  | 211  | 524  | 667  |

| 2000 | 2010  | - | - | - | - |
| ---- | ----- | - | - | - | - |
| 977  | 1 082 | - | - | - | - |

## Source
- (en) Cet article est partiellement ou en totalité issu de l’article de Wikipédia en anglais intitulé « Ash Flat, Arkansas » (voir la liste des auteurs).